# Волки (фильм, 2009)
«Волки» — белорусский фильм 2009 года режиссёра Александра Колбышева по мотивам одноимённой повести Александра Чекменёва (2003).

## Сюжет
1946 год. Из-за снежных заносов на глухой станции останавливается эшелон с заключёнными. Один из заключённых, Кирилл Полетаев, узнаёт, что находится недалеко от Верихи — его родной деревеньки, где, может быть, его ещё ждут жена и дочь. Непреодолимое желание увидеть родных заставляет его бежать. Воспользовавшись снежным бураном, он сбегает из-под конвоя. Сквозь зимний лес, полузамёрзший и обессиленный, он добирается до родной деревни. Поиски бежавшего налаживает НКВД. Понимая, куда направился беглец, в деревню прибывает следователь. В деревне местные разделяются на два лагеря — одни готовы выдать беглеца, а другие, знавшие Полетаева ещё до ареста, затевают опасную игру — бабушка Анна Захаровна, Шурка и председатель Кузьмич прячут Полетаева. Напряжение растёт. В конце концов председатель сам объясняет Кириллу: выхода нет. Финал фильма оставлен открытым.

## В ролях
В главных ролях:
- Дмитрий Ульянов — Кирилл Полетаев
- Андрей Панин — Зиновий Петрович, капитан НКВД
- Владимир Гостюхин — Кузьмич, председатель колхоза
- Николай Спиридонов — Шурка

В остальных ролях:
- Тамара Миронова — Анна Захаровна, бабушка Шурки
- Оксана Лесная — Клавдия Ивановна
- Светлана Никифорова — Полина
- Дарья Баранова — Зойка
- Сергей Власов — Пырин
- Диана Запрудская — Танька
- Галина Кухальская — жена Кузьмича
- Зинаида Зубкова — старуха
- Сергей Белякович — Серёжа
- Олег Корчиков — Прохор
- Никита Самодралов — помощник Прохора
- Николай Рябычин — Васютин
- Юрий Овчинников — Игнат
- Анатолий Терпицкий — председатель
- Вячеслав Павлють — безрукий
- Олег Ткачёв — конвоир
- Антон Старовойтов — урка
- Татьяна Ковалевская — Маруся

## Остальные создатели
- Художники-постановщики: Игорь Хруцкий, Антон Гвоздиков
- Звукооператор: Виктор Краснов
- Монтаж: Ольга Решетникова
- Кинорежиссёр: Виктор Ковальчук
- Художник по костюмам: Елена Игруша
- Художник-гример: Надежда Сипегова
- Редакторы: Екатерина Пономарева, Любовь Новикова
- Кинооператоры: Александр Власов, Владимир Логвинович
- Ассистенты: режиссёра: Анна Марачевская, Оксана Гапоненко оператора: Кирилл Власов по монтажу: Тамара Колосовская

## Фестивали и награды
- Гран-при VII-го Республиканского фестиваля белорусских фильмов (2010, Брест, Белоруссия)
- Приз и диплом на XIX-ом кинофестивале «Золотой Витязь» (2010, Москва, Россия)
- Гран-при за лучший фильм на XVII-ом кинофестивале «Литература и кино» (2011, Гатчина, Россия)